# K.A. Applegate
Katherine Alice Appelgate, född den 19 juli 1956 i Michigan, är en produktiv amerikansk författare, bäst känd för bokserierna Animorphs (54 stycken), Remnants och Everworld. Applegate's populäraste verk finns inom genrerna fantasy och science fiction. Hon har även skrivit andra böcker under pseudonymer som Katherine Kendall, L.E. Blair, Pat Pollari, A.R. Plumb,  Beth Kincaid och Nicholas Stephens.
Hennes man, Michael Grant, är medförfattare till många av hennes böcker. De har två barn, en son och en adopterad dotter.